# Bistum Senlis

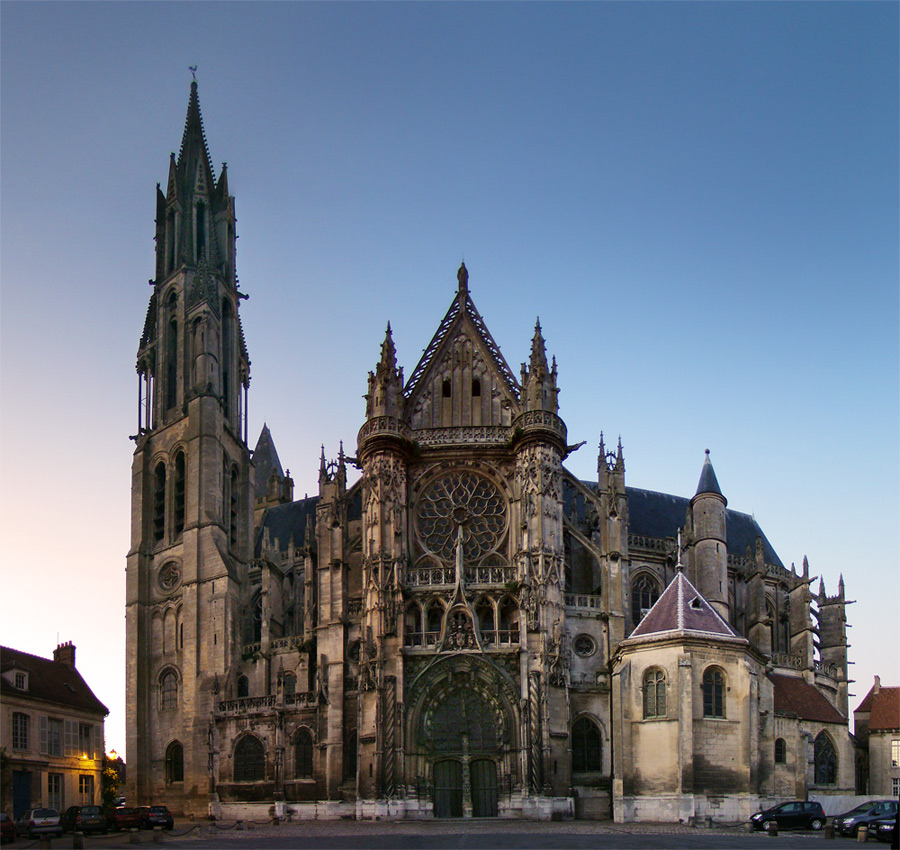
Die Kathedrale Liebfrauen in Senlis

Das Bistum Senlis (lateinisch Dioecesis Silvanectensis) war eine in Frankreich gelegene römisch-katholische Diözese mit Sitz in Senlis.

## Geschichte
Das Bistum Senlis wurde im 4. Jahrhundert errichtet. Erster Bischof war Rieul. Das Bistum Senlis war dem Erzbistum Reims als Suffraganbistum unterstellt. Im Jahre 1754 umfasste es 72 Pfarreien.
Am 29. November 1801 wurde das Bistum Senlis infolge des Konkordates von 1801 durch Papst Pius VII. mit der Päpstlichen Bulle Qui Christi Domini aufgelöst und das Territorium wurde dem Bistum Beauvais angegliedert.